# فرودگاه سینیکا
فرودگاه سینیکا (به انگلیسی: Sjenica Airport) یک فرودگاه نظامی با کد یاتا SJC است که یک باند فرود آسفالت دارد و طول باند آن ۲۵۰۰ متر است. این فرودگاه در کشور صربستان قرار دارد و در ارتفاع ۱۰۱۰ متری از سطح دریا واقع شده است.